# Tour du Maroc
Il Tour du Maroc (it. Giro del Marocco) è una corsa a tappe maschile di ciclismo su strada che si disputa annualmente in Marocco.
Organizzato per la prima volta nel 1937, fu aperto ai professionisti fino al 1955, mentre dal 1957 al 1993 fu riservato ai dilettanti. Aperto agli Elite dall'edizione 2004, nel 2006 è entrato a far parte dell'UCI Africa Tour come gara di classe 2.2.

## Albo d'oro
Aggiornato all'edizione 2019.
| Anno    | Vincitore                             | Secondo                               | Terzo                                 |
| ------- | ------------------------------------- | ------------------------------------- | ------------------------------------- |
| 1937    | Mariano Cañardo                       | Antonio Prior                         | Nello Troggi                          |
| 1938    | Mariano Cañardo                       | Louis Aimar                           | Ahmed Djelalhli                       |
| 1939    | Oreste Bernardoni                     | François Adam                         | Julián Berrendero                     |
| 1940-48 | non disputata                         | non disputata                         | non disputata                         |
| 1949    | André Brulé                           | Pierre Brambilla                      | Albert Dolhats                        |
| 1950    | Olimpio Bizzi                         | Adolphe Deledda                       | Roger Pontet                          |
| 1951    | Attilio Redolfi                       | Gino Sciardis                         | Kléber Piot                           |
| 1952    | Franco Giacchero                      | Marcel Huber                          | Maurice Blomme                        |
| 1953    | Hilaire Couvreur                      | Ugo Anzile                            | Lucien Teisseire                      |
| 1954    | Marcel Huber                          | Siro Bianchi                          | Louis Caput                           |
| 1955    | Jan Adriaensens                       | François Mahé                         | Georges Meunier                       |
| 1956    | non disputata                         | non disputata                         | non disputata                         |
| 1957    | Francis Anastasi                      | Carmelo Morales                       | Armand Di Caro                        |
| 1958    | non disputata                         | non disputata                         | non disputata                         |
| 1959    | André Bar                             | Stéphane Lach                         | Mohamed El Gourch                     |
| 1960    | Mohamed El Gourch                     | Robert Aubry                          | Pierre Tymen                          |
| 1961-63 | non disputata                         | non disputata                         | non disputata                         |
| 1964    | Mohamed El Gourch                     | Joseph Timmermann                     | Antonio Tous                          |
| 1965    | Mohamed El Gourch                     | Abderahmane Farak                     | Pierre Campagnaro                     |
| 1966    | non disputata                         | non disputata                         | non disputata                         |
| 1967    | Gösta Pettersson                      | Mohamed El Gourch                     | Erik Pettersson                       |
| 1968    | Curt Söderlund                        | Gabriel Moiceanu                      | Mohamed El Gourch                     |
| 1969    | Abderahmane Farak                     | Walter Bürki                          | Mohamed El Gourch                     |
| 1970    | non disputata                         | non disputata                         | non disputata                         |
| 1971    | Claude Magni                          | Zbigniew Gorski                       | Zdristan Budek                        |
| 1972    | Valerij Lichačëv                      | Fedor den Hertog                      | Anatolij Starkov                      |
| 1973    | non disputata                         | non disputata                         | non disputata                         |
| 1974    | Andres Jacobson                       | Aleksandr Judin                       | Aleksandr Gusjatnikov                 |
| 1975    | non disputata                         | non disputata                         | non disputata                         |
| 1976    | Viktor Pančenkov                      | Aavo Pikkuus                          | Vikenti Basko                         |
| 1977-80 | non disputata                         | non disputata                         | non disputata                         |
| 1981    | Ladislav Ferebauer                    | Mustafa Nejari                        | Jiří Škoda                            |
| 1982    | non disputata                         | non disputata                         | non disputata                         |
| 1983    | Andreas Petermann                     | Falk Boden                            | Mustafa Nejari                        |
| 1984    | non disputata                         | non disputata                         | non disputata                         |
| 1985    | Marat Ganeev                          | Pietro Poloni                         | Zdzisław Komisaruk                    |
| 1986    | non disputata                         | non disputata                         | non disputata                         |
| 1987    | Artūras Kasputis                      | Vasilij Špundov                       | Ivan Romanov                          |
| 1988-92 | non disputata                         | non disputata                         | non disputata                         |
| 1993    | Régis Simon                           | Jurij Surkov                          | Oleh Pankov                           |
| 1994-00 | non disputata                         | non disputata                         | non disputata                         |
| 2001    | Nathan Dahlberg                       | Fortunato Baliani                     | Marcin Lewandowski                    |
| 2002-03 | non disputata                         | non disputata                         | non disputata                         |
| 2004    | Jeremy Maartens                       | Marcin Sapa                           | Il'ja Krestjaninov                    |
| 2005    | non disputata                         | non disputata                         | non disputata                         |
| 2006    | Ján Šipeky                            | Aleksej Bauer                         | Vasilij Chatuncev                     |
| 2007    | Nicholas White                        | Neil McDonald                         | Waylon Woolcoock                      |
| 2008    | Aleksej Ščebelin                      | Sławomir Kohut                        | Ian McLeod                            |
| 2009    | Aleksandr Dymovskich                  | Bartlomej Matisiak                    | Ioannis Tamouridis                    |
| 2010    | Dean Podgornik                        | Valerij Kobzarenko                    | Radoslav Rogina                       |
| 2011    | Mouhssine Lahsaini                    | Daryl Impey                           | Johann Rabie                          |
| 2012    | Reinardt Janse van Rensburg           | Adil Jelloul                          | Ivajlo Gabrovski                      |
| 2013    | Mathieu Perget                        | Maroš Kováč                           | Andrej Mizurov                        |
| 2014    | Julien Loubet                         | Mouhssine Lahsaini                    | Alessandro Mazzi                      |
| 2015    | Tomasz Marczyński                     | Vladimir Gusev                        | Anass Aït El Abdia                    |
| 2016    | Stefan Schumacher                     | Patrik Tybor                          | Alessandro Malaguti                   |
| 2017    | Anass Aït El Abdia                    | Christopher Jones                     | Kirill Pozdnyakov                     |
| 2018    | David Rivière                         | Alexey Vermeulen                      | Nikodemus Holler                      |
| 2019    | Laurent Évrard                        | Edmund Bradbury                       | Louis Pijourlet                       |
| 2020    | annullata per la pandemia di COVID-19 | annullata per la pandemia di COVID-19 | annullata per la pandemia di COVID-19 |
| 2021    | annullata per la pandemia di COVID-19 | annullata per la pandemia di COVID-19 | annullata per la pandemia di COVID-19 |